# Willington (Karolina Południowa)
Willington – jednostka osadnicza w Stanach Zjednoczonych, w stanie Karolina Południowa, w hrabstwie McCormick.